# Bibliotheca Masonica August Belz
Die Bibliotheca Masonica August Belz wurde durch dessen Begründer August Belz, Fabrikant in Rorschach, testamentarisch nach seinem Tode im Jahre 1971 der Freimaurerloge „Humanitas in Libertate, St.Gallen“ zur Verwaltung und weiterer Förderung vermacht. Sie umfasst im Jahr 2007 rund 15'000 Titel oder gegen 20'000 Bände. Davon stammen 4236 Titel aus der ursprünglichen Sammlung. In der Zwischenzeit folgten rund 5000 Titel aus Schenkungen, die übrigen wurden zugekauft. Im Dezember 1972, ein Jahr nach dem Tode des Donators, wurde seine Bibliothek unter dem Namen „Bibliotheca Masonica August Belz“ als Stiftung konstituiert. Ein Depotvertrag mit der Kantonsbibliothek St. Gallen ermöglicht sachgerechte Erhaltung, Bestandesausbau und Vermittlung.

## Sachgebiete
- Die Auswirkung der Freimaurerei auf ihre eigenen Glieder, auf die Gemeinschaft der menschlichen Gesellschaft und ihre sie regulierenden Regeln, Gesetze und Strukturen der Freiheit, Gleichheit, Brüderlichkeit, Toleranz.
- Das Ritual mit seinen symbolischen Handlungen
- Die Symbolik als lehrende Ausdeutung der dargestellten und erlebbaren Sinnbilder in Riten, Kulten und Religionen, aber auch in allen geschlossenen Bünden der früheren und der heutigen Zeit.
- Die gegenseitige Beeinflussung der gnostisch-theosophischen und alchemistisch-rosenkreuzerischen Gesellschaften im 17. und 18. Jahrhundert und ihre Fortsetzung im 19. und 20. Jahrhundert in freimaurerisch tätigen Bünden und Gesellschaften.
- Die Erforschung des geschichtlichen, im Zusammenhang mit den Mysterienbünden des Altertums stehenden Schrifttums als Basis der Freimaurerei, die das rituelle Geschehen einer Einweihung in die Gegenwart hinüber gerettet hat.
- Die Freilegung anderer Wurzeln der Freimaurerei, die in der Herkunft von alten Werkmaurern und Steinmetzen zu finden sind.
- Religionsgeschichte, Alchimie, Esoterik